# Zygophlebia major
Zygophlebia major là một loài dương xỉ trong họ Polypodiaceae. Loài này được Reimers Parris mô tả khoa học đầu tiên năm 2002.